# Goriče (Postojna, Slovenija)
Goriče je naselje u slovenskoj Općini Postojni. Goriče se nalazi u pokrajini Notranjskoj i statističkoj regiji Notranjsko-kraškoj. 

## Stanovništvo
Prema popisu stanovništva iz 2002. godine naselje je imalo 73 stanovnika.